# Chariot télescopique
 (avril 2018).
Si vous disposez d'ouvrages ou d'articles de référence ou si vous connaissez des sites web de qualité traitant du thème abordé ici, merci de compléter l'article en donnant les références utiles à sa vérifiabilité et en les liant à la section « Notes et références ».
Pour les articles homonymes, voir Télescopique.

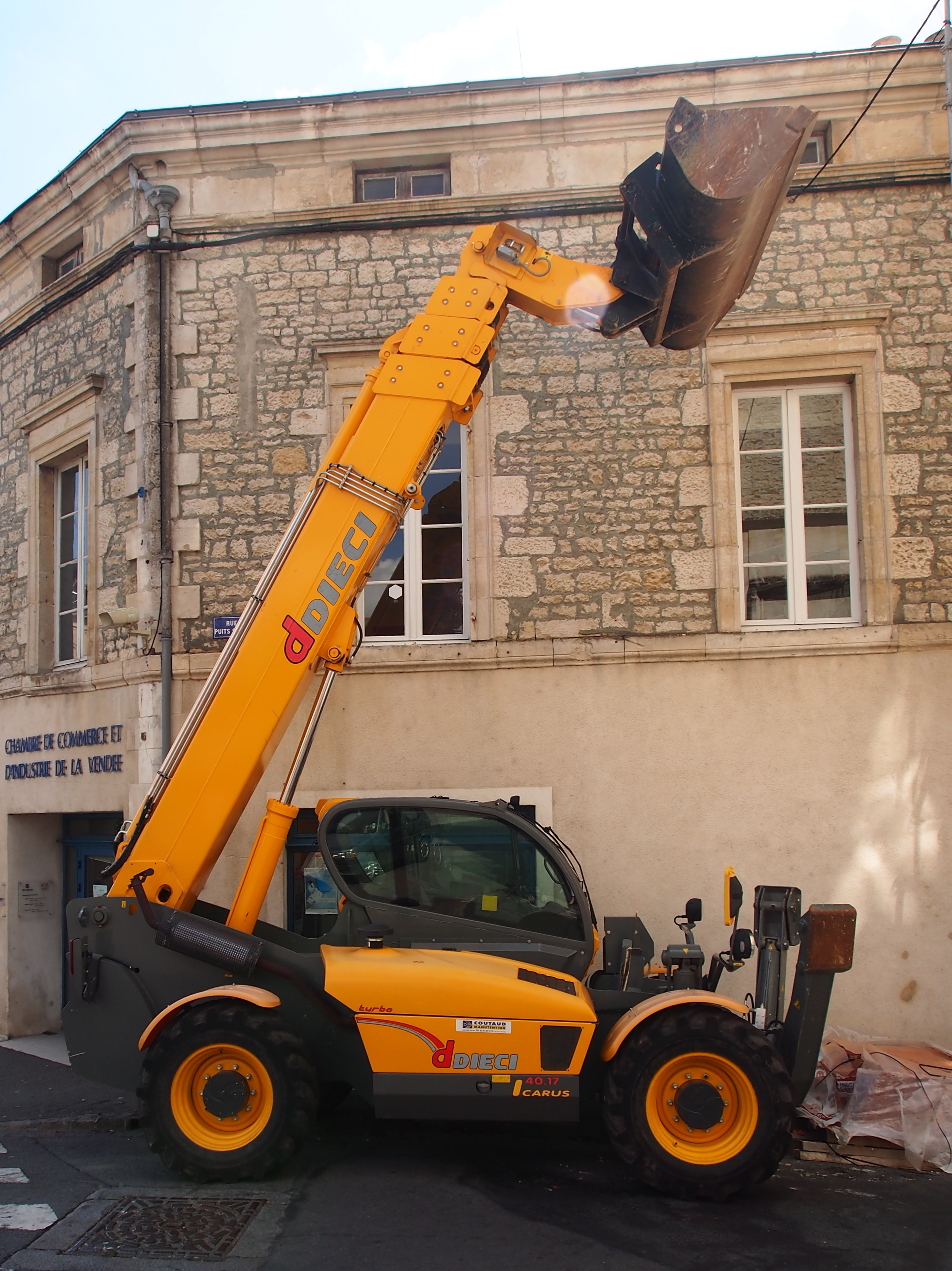
Chariot télescopique Dieci fixe

Le chariot télescopique est un engin de manutention mobile pour des utilisations très diverses : agriculture, travaux publics, maçonnerie et métiers du bâtiment. Il se différencie des autres types de chariots de manutention (chariot élévateur, chargeur sur pneus) par sa capacité à manipuler des charges à distance variable à l'aide d'un bras télescopique unique. Il partage cependant cette particularité avec la grue mobile moderne et peut être considéré comme une version légère plus agile et polyvalente de cette dernière.

## Origine
Le premier chariot élévateur tout-terrain a été créé en 1958 par Andrée Braud et Henri Faucheux. En 1981, Braud-Faucheux devient Manitou Group et lance son premier chariot télescopique issu du chariot élévateur et du tracteur agricole.

## Fonctionnement

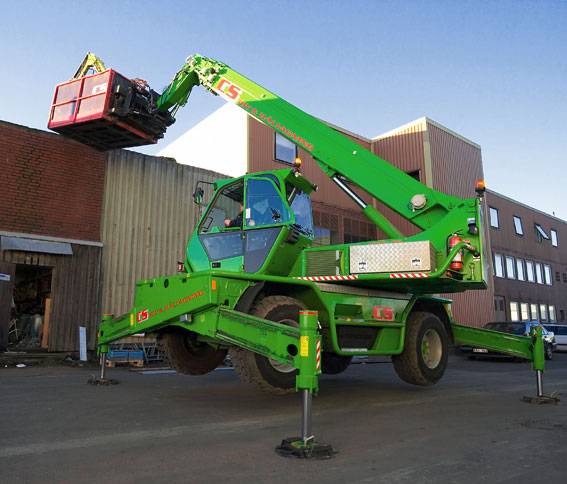
Chariot télescopique rotatif italien Merlo béquilles déployées, 2007.
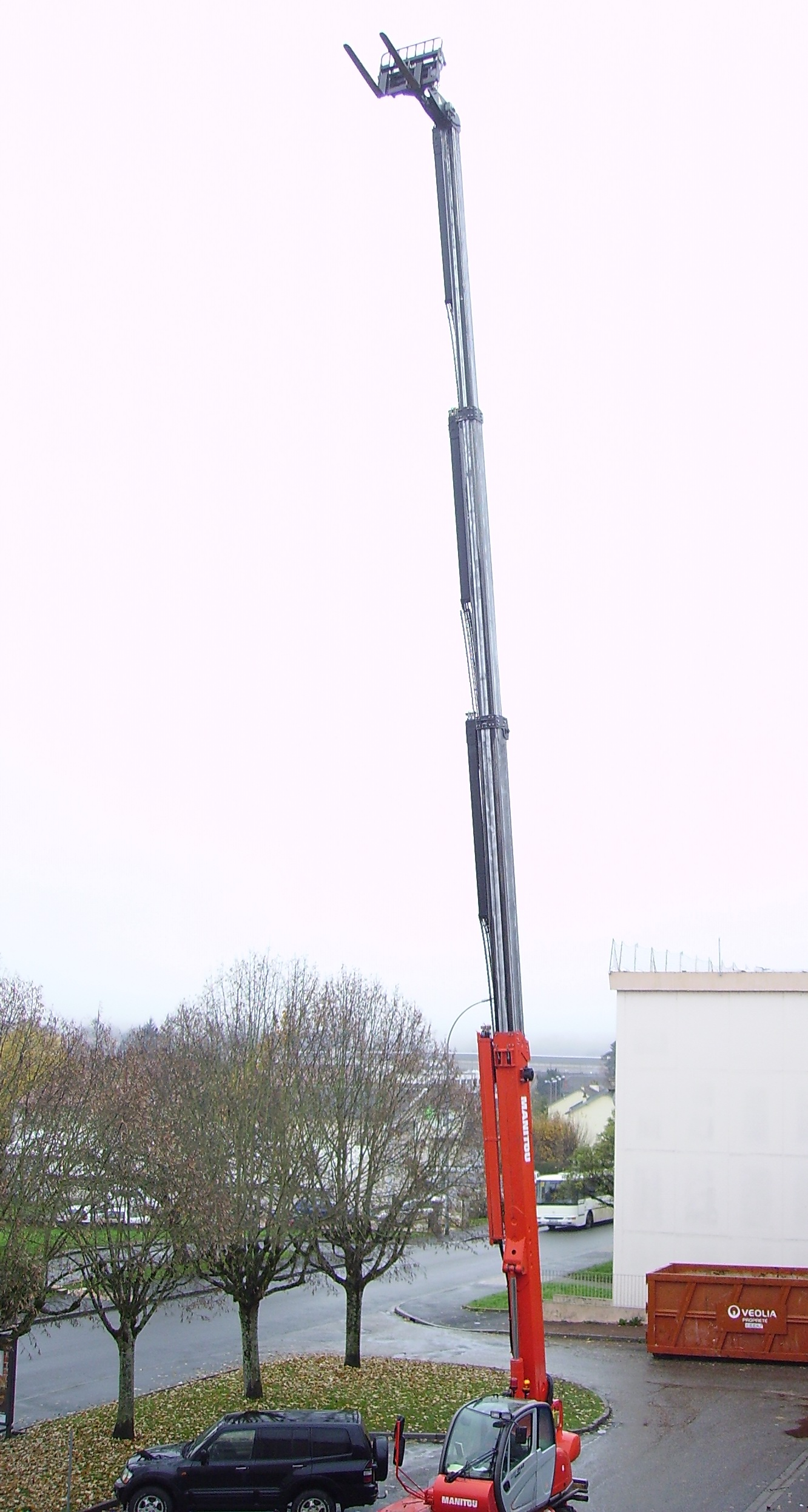
Manitou MRT 2540, mât complètement déployé, 2014.
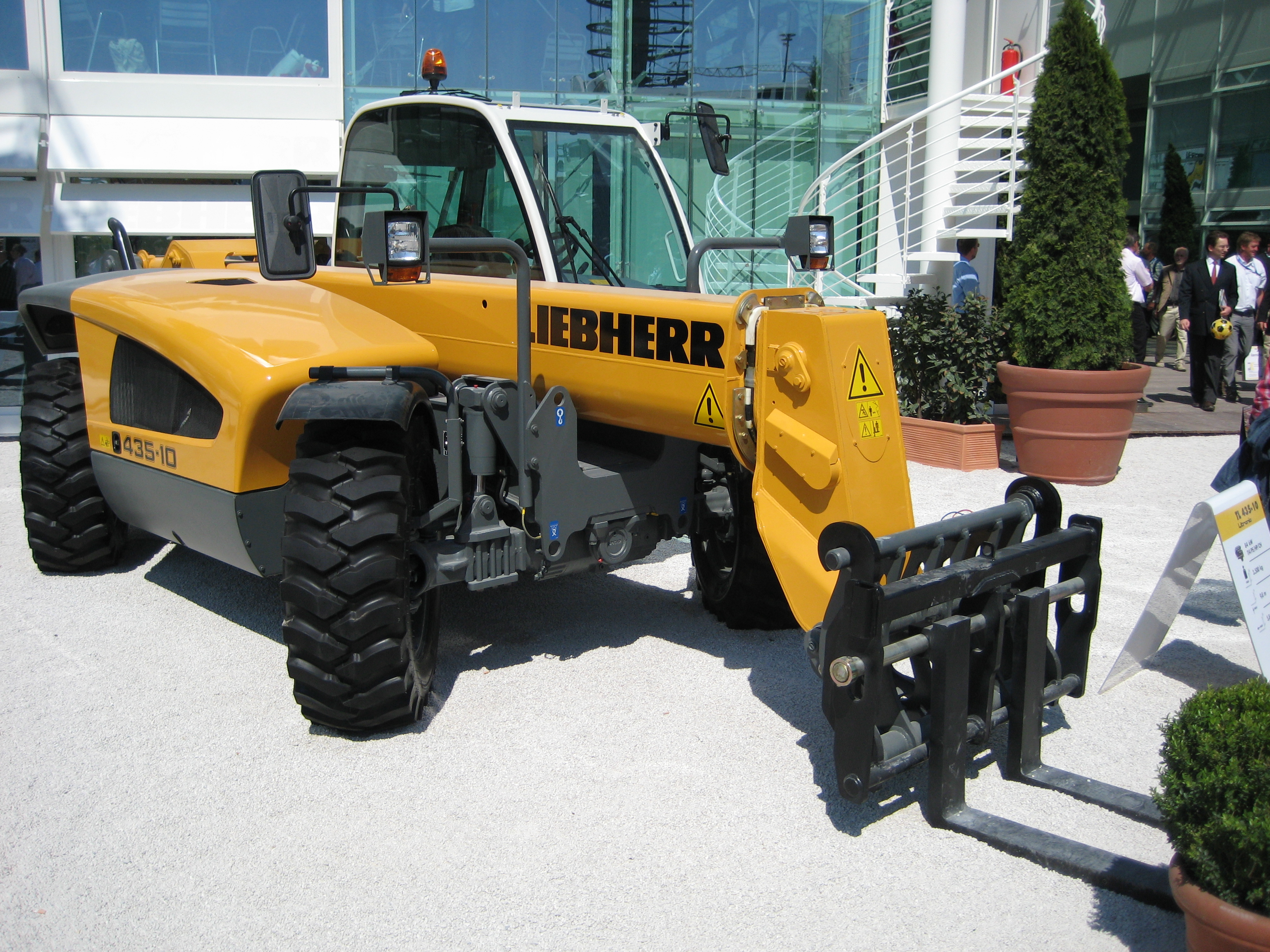
Liebherr 435-10. Les quatre roues directrices autorisent la marche en crabe. Le mât est équipé d'un outil porte-palette.
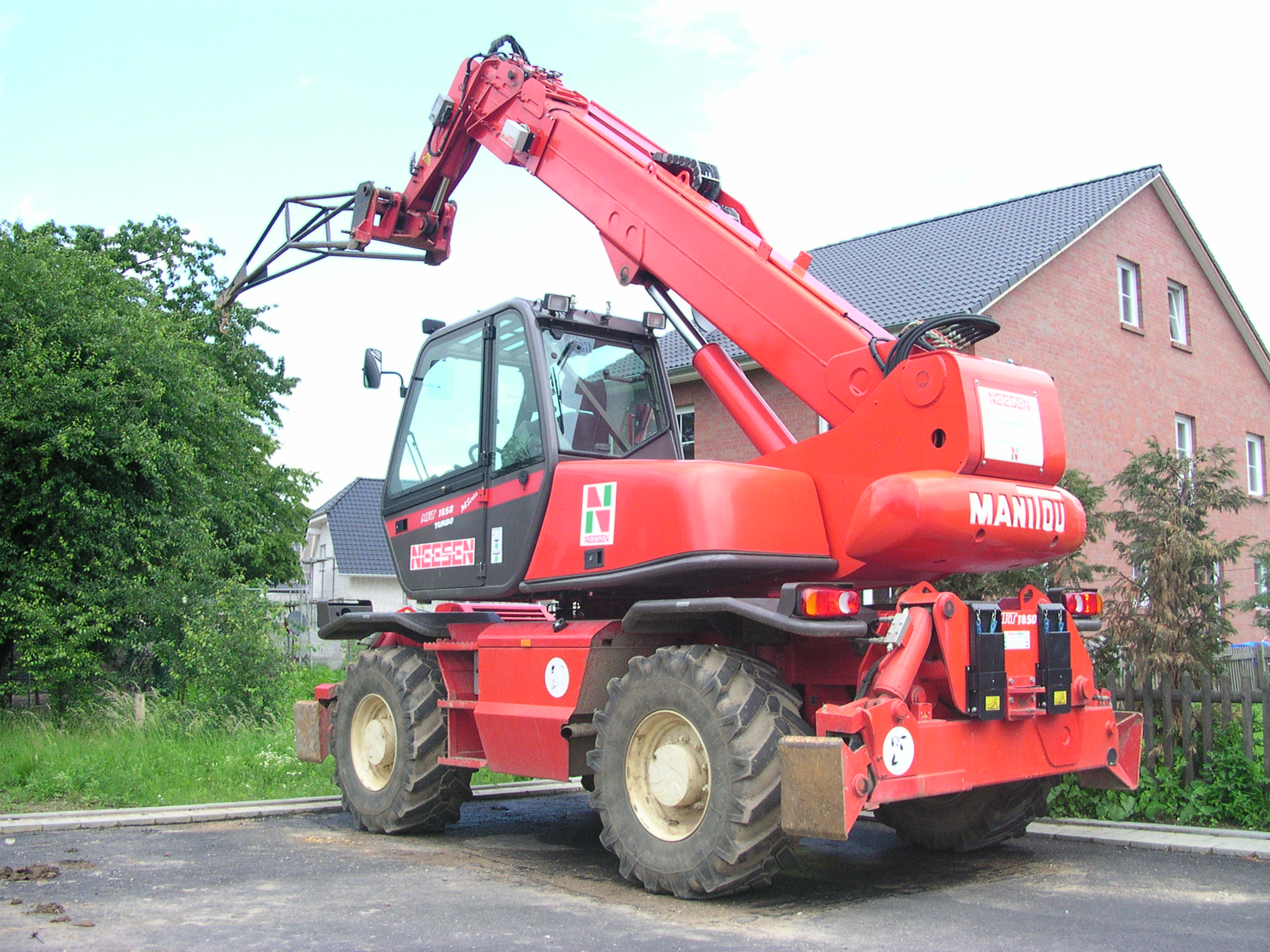
Chariot télescopique à tourelle Manitou MRT 1850 hl équipé d'un crochet de grue. Remarquer les béquilles stabilisatrices rétractées.
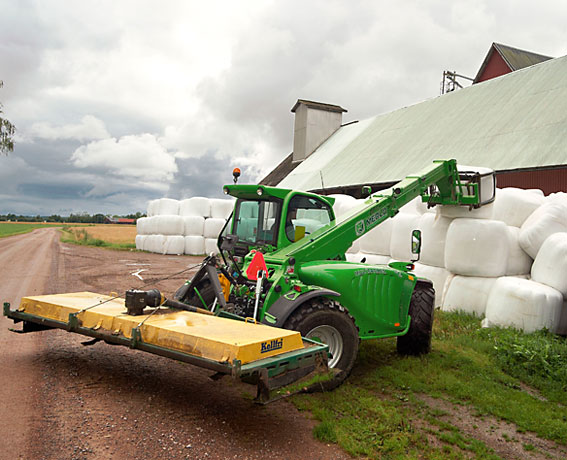
Merlo Multifarmer (version agricole) équipé d'un relevage et d'une prise de force avec un broyeur à l'arrière, 2007.

Le chariot télescopique est un engin qui possède quatre roues de mêmes dimensions lui assurant une meilleure adhérence pour pousser ou se déplacer. Ces roues peuvent être motrices et/ou directrices permettant l'avancement selon des figures variées, notamment le déport latéral ou marche en crabe.
Les roues de hauteur limitée, leur voie large, l'empattement ainsi que la position basse du moteur, des organes de transmission et de la cabine contribuent à la stabilité, lors des déplacements avec le mât déployé, au travail. Pour le travail à poste fixe, il est équipé de béquilles stabilisatrices déportables assurant l'horizontalité de l'engin et une grande stabilité. Sa pompe hydraulique permet d'actionner des vérins assurant les différentes fonctions : hauteur et élongation du mât, inclinaison latérale du mât et du châssis (jusqu'à 15°, option), cavage, dévers ou retournement et ouverture des outils, déploiement des béquilles, pivotement des roues et de la tourelle.
Le mât et la cabine sont sur certains modèles (télescopiques rotatifs) placés sur une tourelle (un peu comme une pelle hydraulique mais le télescopique garde la position basse du moteur accentuant la stabilité). Ils sont souvent dotés d'une transmission full powershift précédée d'un convertisseur de couple. L'inconvénient d'une transmission hydrostatique reste son rendement, notamment sur route.
Une machine courante pèse 8 t a un moteur de 130 chevaux, un mât extensible jusqu'à 7m et pouvant lever 4t (typiquement le Bobcat TL 43) . Il en existe jusqu'à 68 t et 350 chevaux avec une capacité de levage de 34 t (Manitou MHT-X).

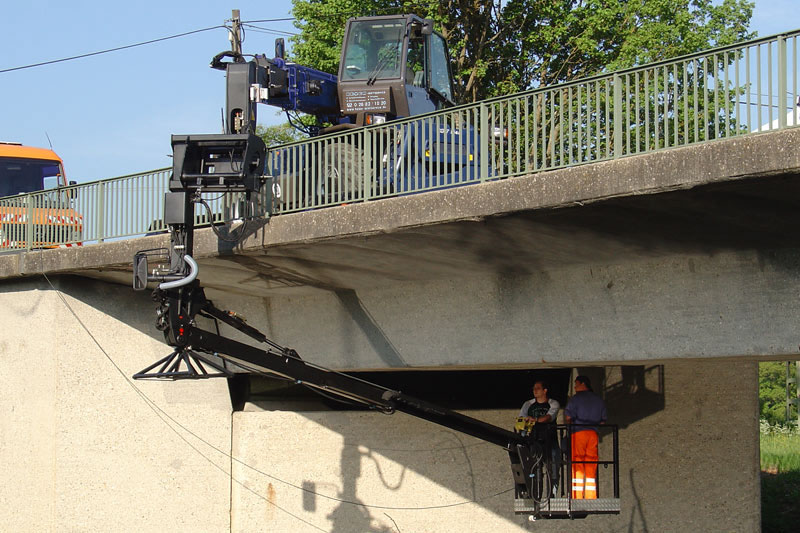
Travail avec rallonge de bras et nacelle

## Outillage

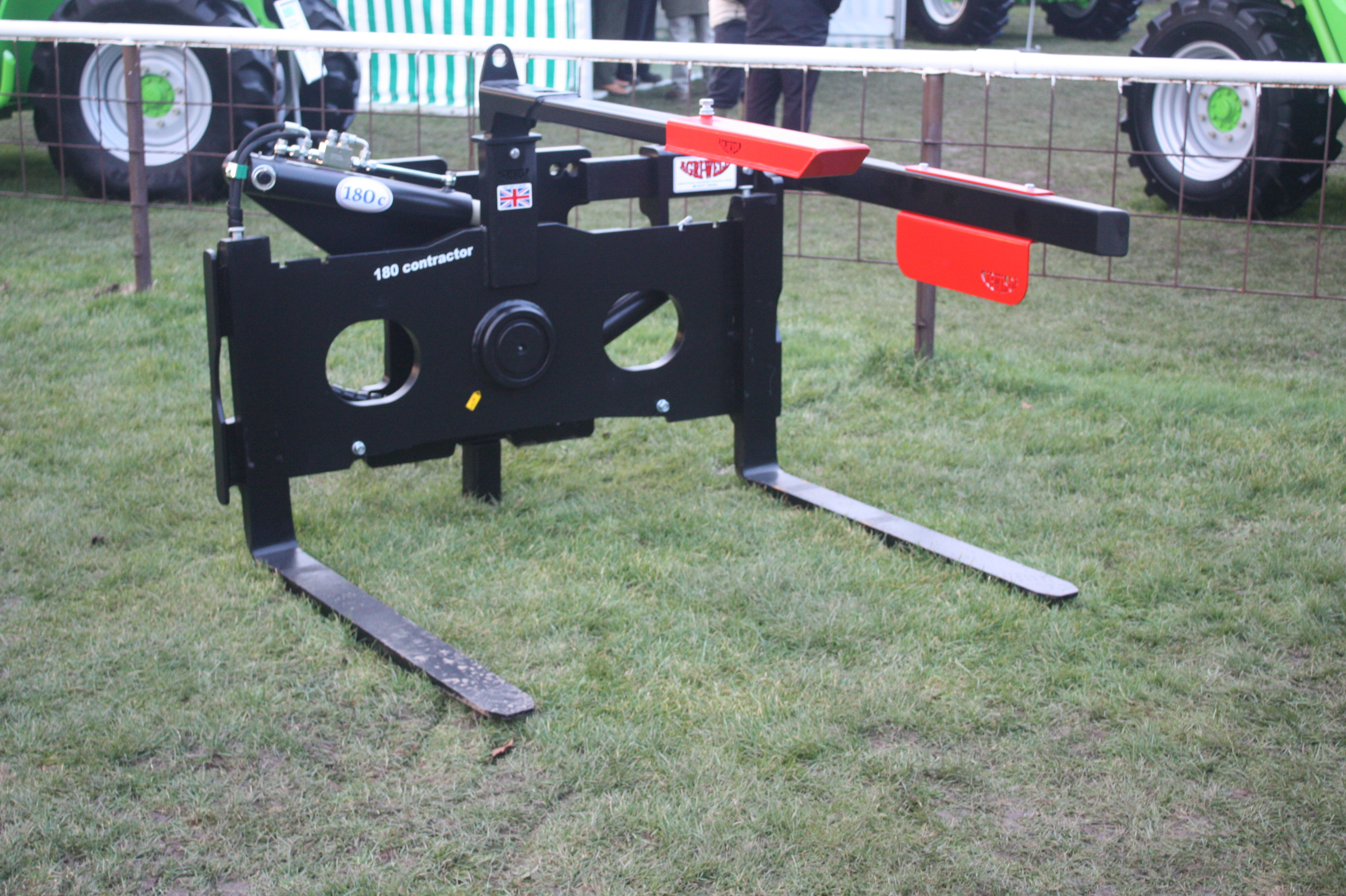
Retourneur de palox (caisse palettisée)

Cet engin peut être muni de différents outils : griffe multifonction, godet de terrassement, fourches à palettes, pics ou pinces pour les bottes de paille, nacelle de levage, crochet de grue. Il peut recevoir sur le mât des outils plus spécifiques comme une dérouleuse-pailleuse, une pailleuse, un godet mélangeur pour l'alimentation des animaux, une bétonnière, un marteau-piqueur ou une tarière. Les versions agricoles peuvent être équipées à l'arrière de relevage hydraulique et de prise de force. Le crochet de traction avec prises techniques pour remorque est un équipement fréquent.

## Utilisation
Le chariot télescopique possêde de réelles  capacités tout-terrain et peut approcher ou manipuler des charges à proximité immédiate de la station de travail, le chariot proprement dit étant maintenu à distance. De plus, les modèles sans tourelle sont de hauteur limitée, ce qui peut faciliter le travail sous plafond (hangars, bâtiments d'élevage, ponts, tunnels) tout en pratiquant plus loin du stockage ou des manipulations à grande hauteur.

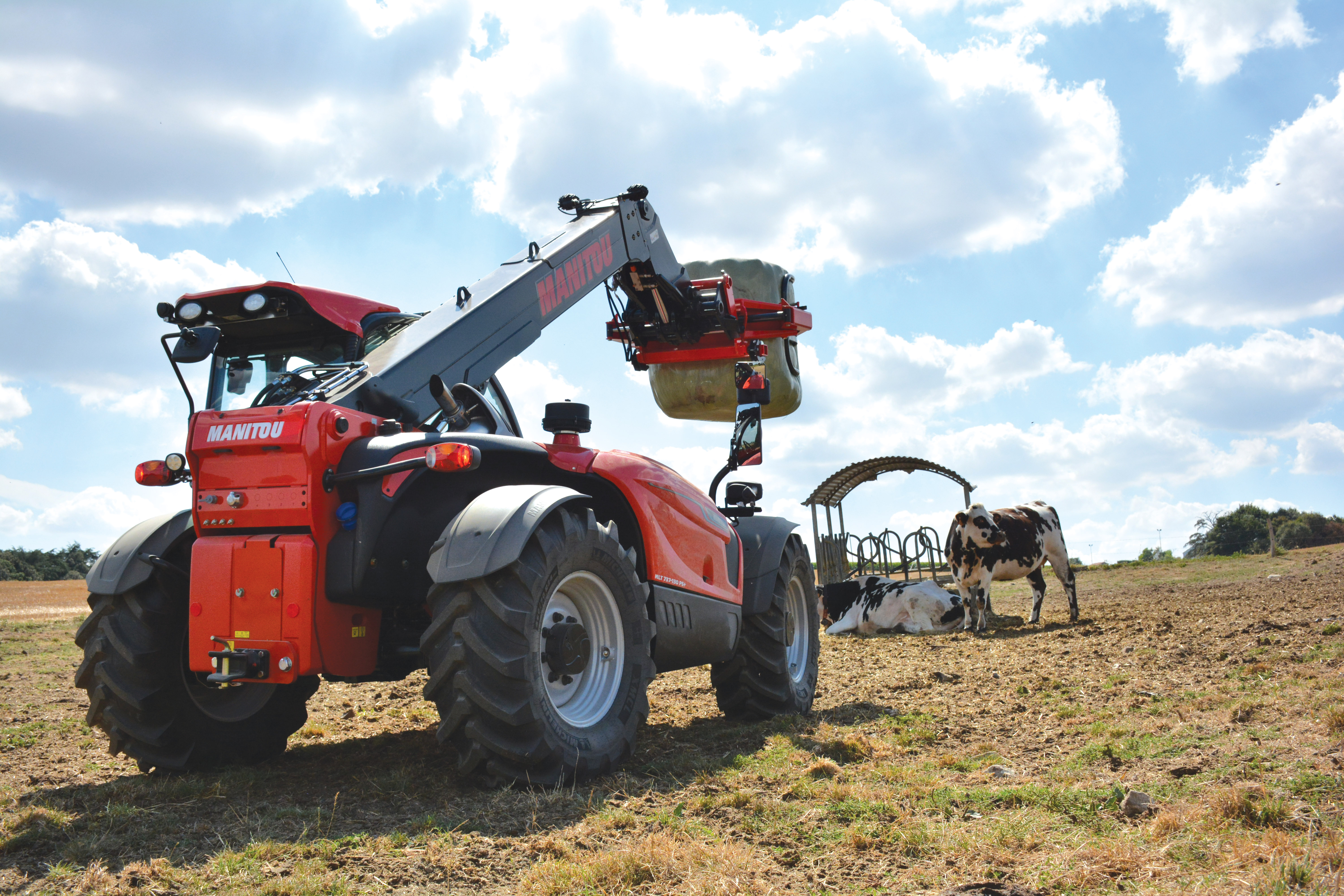
Transport d'une botte de foin enrubanné avec une pince à balles

Ces caractéristiques en ont fait un outil incontournable en agriculture et sur les chantiers de construction de moyenne importance. Le chariot télescopique a remplacé petit à petit le chargeur frontal sur les grosses exploitations de polyculture-élevage et céréalières. Avec de plus une grande polyvalence et un accès facile en cabine (modèles non rotatifs), il tient une place importante en agriculture. 
Cependant en conditions optimales (manutention sur plate-forme aménagée et cycles standardisés notamment), le débit de chantier d'un télescopique peut être nettement inférieur à ceux d'un chariot élévateur ou d'un chargeur sur pneus,.

## Classement et vente
Le numéro des chariots télescopiques correspond à la hauteur de levage et à la capacité maximale de levage. Par exemple, pour le Merlo Turbo Farmer 34.7 TOP, 34 correspond aux 3,4 tonnes de levage et la hauteur de levage de 7 mètres.
Les chariots télescopiques sont classés en fonction de leur capacité de levage grâce à un schéma qui associe hauteur et longueur de la flèche.Les ventes annuelles de chariots télescopiques se situent entre trois mille et quatre mille machines, en progression ces dernières années. 

## Autres engins de manutention à bras télescopique
Il existe d'autres engins de manutention présentant un mât télescopique avec lesquels le chariot télescopique peut entrer en concurrence  :
- la grue mobile de chantier, engin spécialisé réservé aux grands chantiers, et la grue télescopique sur remorque,
- la chargeuse articulée sur pneus à bras télescopique, à la différence du chariot télescopique, il s'agit d'un engin articulé, éventuellement de forte puissance, à grandes roues avec le mât placé en avant de la cabine[3],
- le mini-chargeur sur chenilles ou articulé sur pneus à bras télescopique, les versions pour l'élevage de ce dernier sont parfois appelées valet de ferme,
- la pelle mécanique hydraulique avec flèche ou balancier télescopique[4]. Une pelle hydraulique à flèche télescopique sans balancier est l'équivalent à chenilles peu agile d'un chariot télescopique rotatif, elle est peu répandue.

## Principaux constructeurs
- Bobcat Corp
- Class KGaA mbH
- Case New-Holland
- Caterpillar Inc
- Deutz-Fahr
- Dieci SpA
- Faresin SpA
- Genie Corp
- Haulotte SA
- JCB Ltd
- JLG Industries Inc
- Magni TH SpA
- Manitou SA
- Merlo SpA
- Massey Ferguson Co
- Weidemann GmbH

(NB : Liste non exhaustive)

## Sources
- Matériel agricole, no 20
- « lafranceagricole.fr/article/hu… »(Archive.org • Wikiwix • Archive.is • Google • Que faire ?)
- Catalogue engins télescopiques Massey-Fergusson
- Catalogue engins télescopiques Dieci
- AgriDonnées - Données techniques des chargeurs télescopiques